# Гарнізонний храм святих апостолів Петра і Павла (м. Львів) (монета)
«Гарнізонний храм святих апостолів Петра і Павла (м. Львів)» — пам'ятна монета номіналом 5 гривень, випущена Національним банком України, присвячена Гарнізонному храму святих апостолів Петра і Павла в м. Львів. З початку російсько-українського воєнного конфлікту на Сході України в храмі моляться за українських воїнів і відспівують загиблих учасників ООС. В храмі розташовується музей і волонтерський центр. 
Монету введено в обіг 1 грудня 2021 року. Вона належить до серії «Пам'ятки архітектури України».

## Опис та характеристики монети
| Номінал грн. | Метал      | Маса, грам | Діаметр, мм. | Якість виготовлення       | Гурт     | Тираж, штук |
| ------------ | ---------- | ---------- | ------------ | ------------------------- | -------- | ----------- |
| 5            | нейзильбер | 16.54      | 35,0         | спеціальний анциркулейтед | рифлений | 35 000      |

### Аверс
На аверсі монети в центрі роташовано фрагмент інтер'єру центрального нефу, зверху розташовано малий Державний Герб України, під яким напис УКРАЇНА. Унизу на дзеркальному тлі розташовано номінал монети і рік карбування — «5 ГРИВЕНЬ 2021». Логотип Банкнотно-монетного двору Національного банку України розміщено унизу правору.

### Реверс
На реверсі монети зображено фасад будівлі храму. Угорі ліворуч від фасаду розміщені лев, під чким напис «ЛЬВІВ». Написи: «ГАРНІЗОННИЙ ХРАМ СВЯТИХ АПОСТОЛІВ ПЕТРА І ПАВЛА» розташовано півколом ліворуч у верхній частині монети.

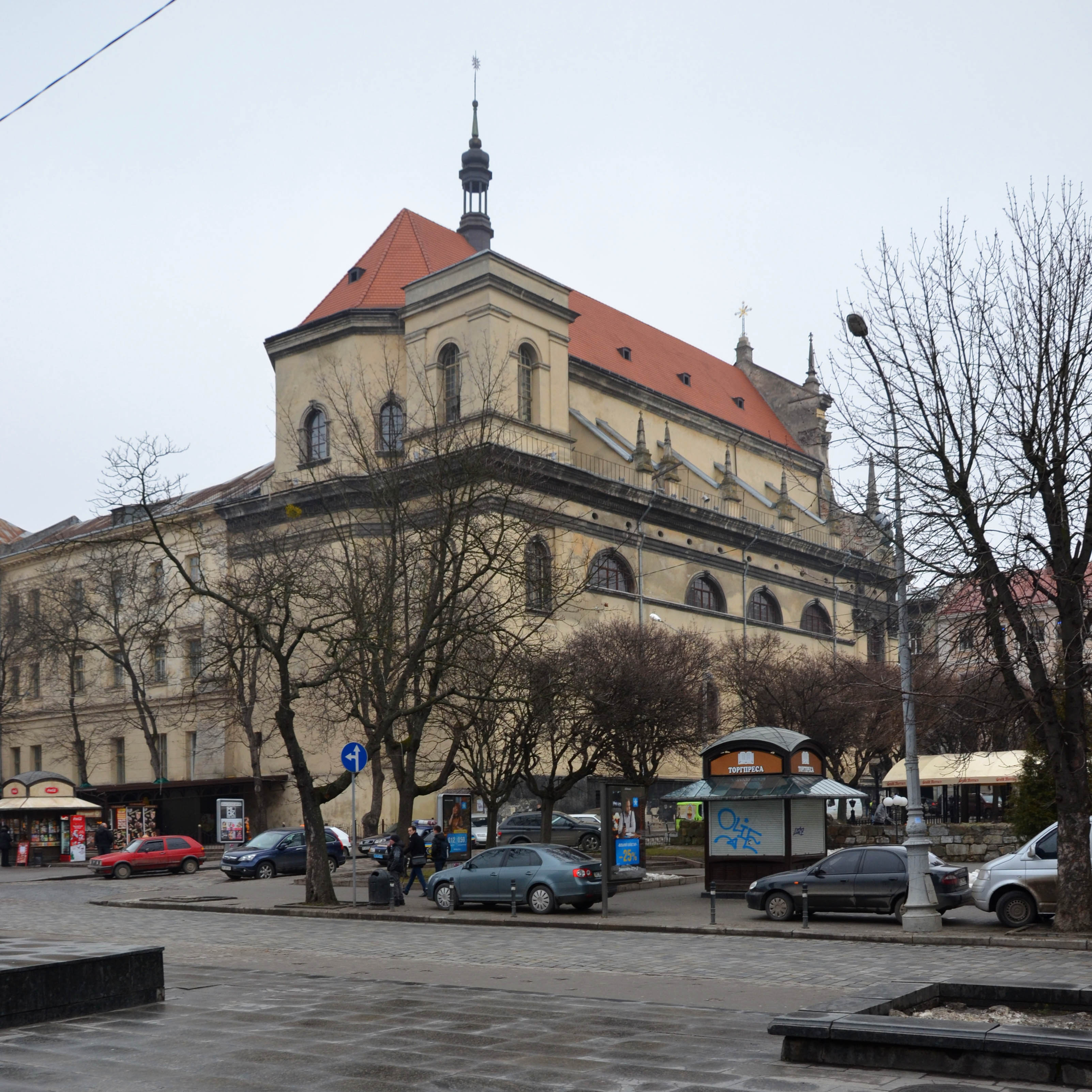
Гарнізонний храм святих апостолів Петра і Павла

## Автори
- Художник: Фандікова Наталія
- Скульптори: Дем'яненко Володимир, Демяненко Анатолій

## Вартість монети
Роздрібна ціна Національного банку України 64 гривень.
Фактична приблизна вартість монети, з роками змінювалася так:
| Рік        | 2022 | 2023 | 2024 | 2025 |
| ---------- | ---- | ---- | ---- | ---- |
| Ціна, грн. | 80   | 90   | 150  | 210  |